# Kopenski biotop
Kopenski biotop posredno ali neposredno deluje na rastlinske in živalske organizme, ki živijo v njem, ti pa s svojimi življenjskimi procesi vplivajo na kakovost kopenskega biotopa. Kopenski biotop je neživi del kopenskega ekosistema, v katerem živi določena skupina organizmov. Dejavniki, ki vplivajo nanj so vlaga, toplota, podlaga, gibanje zraka in svetloba. 
Poznamo biotop gozda, travnika in njive. Imamo kopenske in vodne biotope. Kopenski se med seboj veliko bolj razlikujejo kot vodni biotopi.